# Lei Chien-ying
Lei Chien-ying (n. 17 aprilie 1990, 新莊區⁠(d), 臺北縣⁠(d), Taiwan) este o arcașă ce a reprezentat Taipeiul Chinez, medaliată olimpică. A participat la patru ediții ale Jocurilor Olimpice (2012, 2016, 2020, 2024) în care a câștigat o medalie de bronz.